# Tarbicha
Tarbicha (arab. تربيخا) – nieistniejąca już arabska wieś, która była położona w Dystrykcie Akki w Mandacie Palestyny. Wieś została wyludniona i zniszczona podczas I wojny izraelsko-arabskiej, po Sił Obronnych Izraela 1 listopada 1948 roku.

## Położenie
Tarbicha leżała wśród wzgórz w północnej części Górnej Galilei, w odległości 27 km na północny wschód od miasta Akka. Według danych z 1945 roku do wsi należały ziemie o powierzchni 1856,3 ha. We wsi mieszkało wówczas 1000 osób.
| Własność gruntów | Powierzchnia gruntów [ha] |
| ---------------- | ------------------------- |
| Arabowie         | 1254,8                    |
| Żydzi            | 0                         |
| publiczne        | 601,5                     |
| Razem            | 1856,3                    |

| Rodzaj użytkowanych gruntów | Powierzchnia [ha] |
| --------------------------- | ----------------- |
| uprawy oliwek               | 6                 |
| uprawy nawadniane           | 61,9              |
| uprawy zbóż                 | 320,4             |
| nieużytki                   | 1462,8            |
| zabudowane                  | 11,2              |

## Historia
W czasach krzyżowców wieś była nazywana Tayerebika. W 1596 roku Tarbicha była niewielką wsią, liczącą 88 mieszkańców, którzy utrzymywali się z upraw pszenicy, jęczmienia, oliwek, winorośli oraz hodowli kóz i uli. W wyniku I wojny światowej cała Palestyna przeszła pod panowanie Brytyjczyków, którzy utworzyli Brytyjski Mandat Palestyny. W okresie panowania Brytyjczyków Tarbicha była dużą wsią. W 1938 roku utworzono tutaj szkołę podstawową dla chłopców, do której w 1945 roku uczęszczało 120 uczniów. We wsi były dwa meczety.

Przyjęta 29 listopada 1947 roku Rezolucja Zgromadzenia Ogólnego ONZ nr 181 przyznała obszar wiosek Ikrit i Tarbicha państwu arabskiemu. Podczas wojny domowej w Mandacie Palestyny w rejonie wioski stacjonowały siły Arabskiej Armii Wyzwoleńczej. Podczas I wojny izraelsko-arabskiej w październiku 1948 roku Izraelczycy przeprowadzili operację „Hiram”. 31 października Tarbicha została zajęta przez izraelskich żołnierzy. Następnie, w pierwszych dniach listopada wysiedlono wszystkich mieszkańców, a domy wyburzono.

## Miejsce obecnie
Na gruntach wioski Tarbicha powstał w 1949 roku moszaw Szomera, a w 1960 roku moszaw Ewen Menachem. Palestyński historyk Walid Chalidi, tak opisał pozostałości wioski Tarbicha: „Około dwudziestu domów ze wsi jest obecnie zajmowanych przez mieszkańców moszawu Szomera. Niektóre z dachów zostały przebudowane i otrzymały formę dwuspadową. Kamienie z oryginalnych domów są ozdobą głównego schronu moszawu”.